# (1223) Neckar
(1223) Neckar és l'asteroide número 1223 situat en el cinturó principal. Va ser descobert per l'astrònom Karl Wilhelm Reinmuth des de l'observatori de Heidelberg, el 6 d'octubre de 1931. La seva designació alternativa és 1931 TG. Està nomenat pel Neckar, un riu d'Alemanya.
Neckar forma part de la família asteroidal de Coronis.